# 丰特斯皮纳
丰特斯皮纳，是西班牙卡斯蒂利亚-莱昂布尔戈斯省的一个市镇。总面积12平方公里，总人口654人（2001年），人口密度55人/平方公里。